# Galanthus alpinus
Galanthus alpinus là một loài thực vật có hoa trong họ Amaryllidaceae. Loài này được Sosn. mô tả khoa học đầu tiên năm 1911.